# نویندورف (زاکسن-آنهالت)
نویندورف (به آلمانی: Neundorf) یک منطقهٔ مسکونی در آلمان است که در اشتاسفورت واقع شده‌است. نویندورف ۲٬۲۴۵ نفر جمعیت دارد.